# یواس‌اس پی‌جی‌ام-۱۸
یواس‌اس پی‌جی‌ام-۱۸ (به انگلیسی: USS PGM-18) یک زیردریایی بود که طول آن 173 ft. 8 in. بود. این زیردریایی در سال ۱۹۴۴ ساخته شد.